# Сортировка чёт-нечет

Действие алгоритма на примере сортировки случайных точек.

Этот относительно простой алгоритм сортировки, разработанный для использования на параллельных процессорах, является модификацией пузырьковой сортировки. Суть модификации в том, чтобы сравнивать элементы массива под чётными и нечётными индексами с последующими элементами независимо. Алгоритм был впервые представлен Н. Хаберманом (N. Haberman) в 1972 году.

## Описание алгоритма
Заводится флаг, определяющий отсортирован ли массив. В начале итерации ставится в состояние «истина», далее каждый нечётный элемент сверяется с последующим и если они стоят в неправильном порядке (предыдущий больше следующего), то они меняются местами, и флаг ставится в состояние «ложь». То же самое делается с чётными элементами. Алгоритм не прекращает работу, пока флаг не останется в состоянии «истина».

## Реализация наC++
```
template
 
<
 
typename
 
T
,
 
size_t
 
N
 
>

void
 
oddEvenSorting
(
T
 
(
&
array
)[
N
])
 
{

	
for
 
(
size_t
 
i
 
=
 
0
;
 
i
 
<
 
N
 
-
 
1
;
 
i
++
)
 
{

	    
// (i % 2) ? 1 : 0 возвращает 1, если i не четное, 0, если i четное

		
for
 
(
size_t
 
j
 
=
 
(
i
 
%
 
2
)
 
?
 
1
 
:
 
0
;
 
j
 
+
 
1
 
<
 
N
;
 
j
 
+=
 
2
)
 
{

			
if
 
(
array
[
j
]
 
>
 
array
[
j
 
+
 
1
])
 
{

				
std
::
swap
(
array
[
j
],
 
array
[
j
 
+
 
1
]);

			
}

		
}

	
}

}

```

## Реализация наJavaScript
```
function
 
oddEvenSorting
(
array
)
 
{

    
const
 
arrayLength
 
=
 
array
.
length
;
 
//длина массива

	
for
 
(
let
 
i
 
=
 
0
;
 
i
 
<
 
arrayLength
;
 
i
++
)
 
{

	    
// (i % 2) ? 0 : 1 возвращает 0, если i четное, 1, если i не четное

		
for
 
(
let
 
j
 
=
 
(
i
 
%
 
2
)
 
?
 
0
 
:
 
1
;
 
j
 
<
 
arrayLength
 
-
 
1
;
 
j
 
+=
 
2
)
 
{

			
if
 
(
array
[
j
]
 
>
 
array
[
j
 
+
 
1
])

				
[
array
[
j
],
 
array
[
j
 
+
 
1
]]
 
=
 
[
array
[
j
 
+
 
1
],
 
array
[
j
]];
 
//swap

		
}

    
}

    
return
 
array
;

}

```

## Реализация на PHP
```
function
 
FunctionOddEvenSort
(
&
$array
)

{

	
$lengthArray
 
=
 
count
(
$array
);

	
$sorted
 
=
 
false
;

	
while
 
(
!
$sorted
)
 
{

		
$sorted
 
=
 
true
;

		
for
 
(
$i
 
=
 
0
;
 
$i
 
<
 
$lengthArray
 
-
 
1
;
 
$i
 
+=
 
2
)
 
{

			
if
 
(
$array
[
$i
]
 
>
 
$array
[
$i
 
+
 
1
])
 
{

				
FunctionSwapVariables
(
$array
[
$i
],
 
$array
[
$i
 
+
 
1
]);

				
$sorted
 
=
 
false
;

			
}

		
}

		
for
 
(
$i
 
=
 
1
;
 
$i
 
<
 
$lengthArray
 
-
 
2
;
 
$i
 
+=
 
2
)
 
{

			
if
 
(
$array
[
$i
]
 
>
 
$array
[
$i
 
+
 
1
])
 
{

				
FunctionSwapVariables
(
$array
[
$i
],
 
$array
[
$i
 
+
 
1
]);

				
$sorted
 
=
 
false
;

			
}

		
}

	
}

	
// for ($x = 0; $x < $lengthArray; $x++) { 

	
// 	if (!$sorted) {

	
// 		$sorted = true;

	
// 		for ($i = 0; $i < $lengthArray - 1; $i += 2) {

	
// 			if ($array[$i] > $array[$i + 1]) {

	
// 				FunctionSwapVariables($array[$i], $array[$i + 1]);

	
// 				$sorted = false;

	
// 			}

	
// 		}

	
// 		for ($i = 1; $i < $lengthArray - 2; $i += 2) {

	
// 			if ($array[$i] > $array[$i + 1]) {

	
// 				FunctionSwapVariables($array[$i], $array[$i + 1]);

	
// 				$sorted = false;

	
// 			}

	
// 		}

	
// 	} else return 'Массив успешно отсортирован';

	
// }

}

```

## Реализация на Swift
```
func
 
sortArray
(
array
:
 
inout
 
[
Int
])
 
{

    
var
 
sorted
 
=
 
false

    

    
while
 
!
sorted
 
{

        
sorted
 
=
 
true

        
for
 
k
 
in
 
stride
(
from
:
 
0
,
 
to
:
 
array
.
count
 
-
 
1
,
 
by
:
 
2
){

            
if
 
array
[
k
]
 
>
 
array
[
k
 
+
 
1
]
 
{

                
array
.
swapAt
(
k
,
 
k
+
1
)

                
sorted
 
=
 
false

            
}

        
}

        

        
for
 
k
 
in
 
stride
(
from
:
 
1
,
 
to
:
 
array
.
count
 
-
 
1
,
 
by
:
 
2
){

            
if
 
array
[
k
]
 
>
 
array
[
k
 
+
 
1
]
 
{

                
array
.
swapAt
(
k
,
 
k
+
1
)

                
sorted
 
=
 
false

            
}

        
}

    
}

}

```